# Santa Rosa (métro de Barcelone)
Pour les articles homonymes, voir Santa Rosa.
Santa Rosa est une station de la ligne 9 du métro de Barcelone.

## Situation sur le réseau
La station se situe sous l'avenue d'Ébène (Avinguda dels Banús), sur le territoire de la commune de Santa Coloma de Gramenet. Elle s'intercale entre les stations Can Peixauet et Fondo de la ligne 9 du métro de Barcelone.

## Histoire
La station ouvre au public le 19 septembre 2011, deux ans après l'ouverture du premier tronçon de la ligne 9.

## Services aux voyageurs

### Accès et accueil
La station dispose de deux voies superposées, dotées chacune d'un quai latéral équipé de portes palières, un aménagement caractéristique de la L9.